# Wolverhampton Wanderers Football Club
Wolverhampton Wanderers Football Club es un club de fútbol profesional que representa a la ciudad de Wolverhampton, situada en la región de Tierras Medias Occidentales, Inglaterra. El club fue fundado en 1876 y desde 1889 disputa sus partidos en el Molineux Stadium. Actualmente juega la Premier League, máxima división de fútbol inglés, tras ascender en 2018.
Históricamente, los lobos han tenido una gran influencia por ser miembros fundadores de la Football League. El club impulsó la fundación de la Copa de Europa en 1955 tras jugar unos partidos amistosos internacionales. También se destacan sus victorias en dos ocasiones de la FA Cup antes del estallido de la Primera Guerra Mundial.
Se convirtió en uno de los principales clubes de Inglaterra bajo la dirección del exjugador Stan Cullis después de la Segunda Guerra Mundial, llegando a ganar la liga en tres ocasiones y la FA Cup en dos ocasiones más, entre 1949 y 1960.
Bajo la dirección de Bill McGarry, llegaron a la final primer torneo de la Copa de la UEFA en 1972, aunque perdieron contra el Tottenham Hotspur por el resultado general de 2 a 3 (en el primer partido con empate a 1 y en el segundo con la victoria del Tottenham por 2 a 1). También ganaron la Copa de la Liga de 1973-74 y posteriormente en 1979-80. Sin embargo, la mala gestión financiera en la década de 1980 provocó tres descensos consecutivos.
Después de varios años jugando entre la Premier League y la Football League Championship, entre 2003 y 2009, descendieron en 2012 a la segunda división para luego terminar jugando en la Football League One, la tercera competición en el sistema de ligas de fútbol de Inglaterra. En la temporada 2013-14, el club consiguió quedar en primera posición, consiguiendo ascender a la FL Championship.
Luego de 6 temporadas regresa a la Premier League para la temporada 2018-19 tras haberse coronado como campeón de la EFL Championship 2017-18.

## Historia

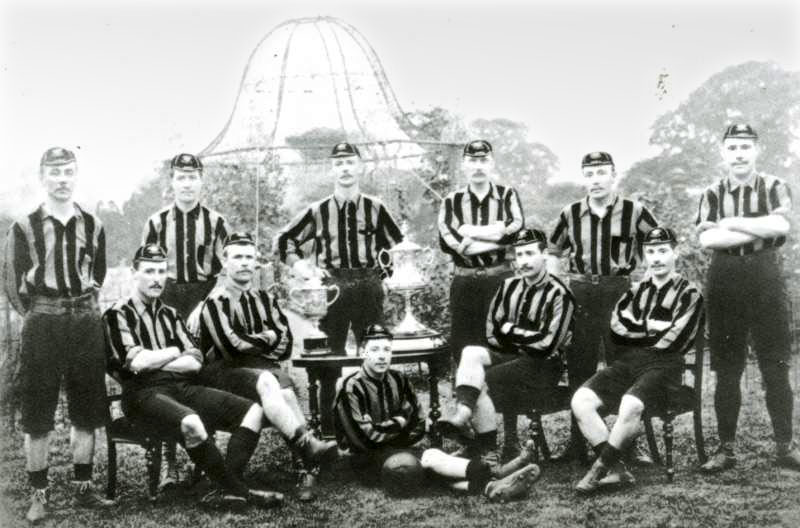
El equipo de Wolverhampton ganador de la Copa FA de 1893.

En 1893 el equipo ganó la primera FA Cup de su historia (1-0 sobre el Everton). Hasta la fecha los Wolves han jugado ocho finales de Copa.
En 1954, obtuvo su primera Liga de la Primera División —actual Premier League—. Entre 1953 y 1954, jugó siete partidos amistosos nocturnos con equipos extranjeros por la inauguración de los focos en su estadio: ante la selección sudafricana (3-1) y los clubes Celtic de Escocia (2-0), Racing de Argentina (3-1), First Vienna de Austria (0-0), Maccabi Tel Aviv de Israel (10-0), Spartak de Moscú de la Unión Soviética (4-0) y el Budapest Honvéd de Hungría (3-2) —conformado por varios de los integrantes del «equipo de oro»—. Tras estos resultados, los diarios británicos los ensalzaron de manera desmesurada:

“English football is still the genuine, original, unbeatable article... still the best of its kind in the world”
“El fútbol inglés sigue siendo el genuino, el original, un género imbatible... sigue siendo el mejor de su clase en el mundo"

“Wolves the Great” / “Wolves champions of the world”
“Wolves el Grande” / “Wolves campeones del mundo“
Titulares del Daily Express, Daily Mirror y Daily Mail. Diciembre de 1954. Londres

Tras las publicaciones, que hacían especial hincapié en la victoria sobre los húngaros y cuya segunda parte retransmitió la cadena British Broadcasting Corporation (BBC) para darle un mayor alcance, Gabriel Hanot —periodista del diario deportivo francés L'Équipe— respondió desafiante a las afirmaciones británicas:

“No, Wolverhampton n'est pas encore le champion du monde des clubs. Avant de déclarer que le Wolverhampton est invincible, il faudrait les laisser aller à Moscou et à Budapest. Et il y a d'autres clubs de renommée internationale: Milan et Real Madrid pour ne nommer que deux. Un championnat du monde des clubs, ou au moins un Européen —plus grand, plus significatif et plus prestigieux que la Coupe Mitropa et plus original qu’une compétition pour les équipes nationales— devrait être lancé.”

“No, el Wolverhampton no es aún el campeón del mundo de clubes. Antes de declarar que el Wolverhampton es invencible, deben ir a Moscú y Budapest. Y hay otros clubes de renombre internacional: Milán y Real Madrid, por nombrar dos. Un campeonato mundial de clubes, o al menos uno europeo —más grande, más significativo y más prestigioso que la Copa Mitropa y más original que una competición para los equipos nacionales— debe ser lanzado.”
Gabriel Hanot. Diciembre de 1954. París

Esto motivó a Hanot junto con sus colegas Jacques Ferran, Jacques de Ryswick y el director Jacques Goddet a diseñar y presentar el proyecto para fundar la Copa de Clubes Campeones Europeos a la Unión de Asociaciones Europeas de Fútbol en 1955, concebido por los tres primeros en 1948 e inspirados por el Campeonato Sudamericano de Campeones.
En 1974 y 1980 el equipo gana las dos Copas de la Liga (actual Capital One Cup) que adornan sus vitrinas, merced a sendas victorias sobre Manchester City y sobre el entonces todopoderoso Nottingham Forest. Ese fue el principio de un grave declive que los llevó, tras sucesivos descensos, a la Cuarta División en 1986 (el anterior caso de este grave declive fue el Bristol City en 1982).

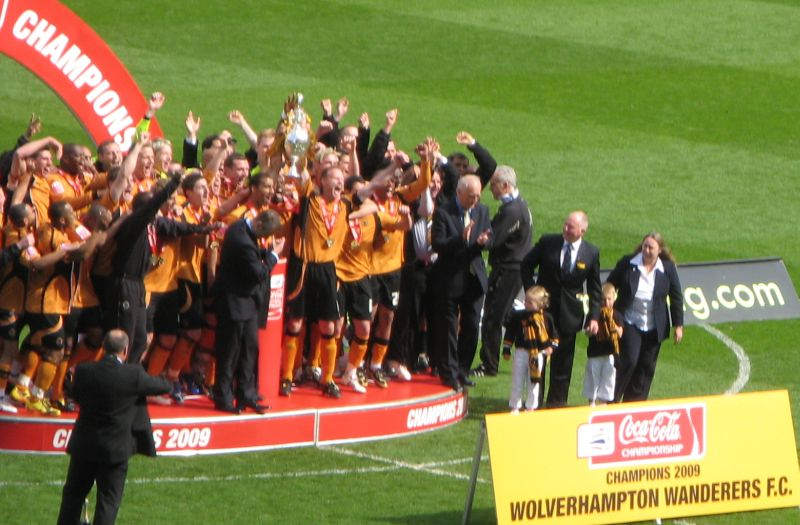
Los Wolves, celebrando el título del Campeonato en 2009.

El 18 de abril de 2009 el equipo de los Lobos, conformado por grandes valores como Wayne Hennessey, Jamie O'Hara, Matt Jarvis, Stephen Ward entre otros, logra el regreso a la élite 5 años después tras su victoria ante el Queens Park Rangers. Una semana después, el 25 de abril de 2009 el equipo logra su tercer título de liga en Championship -Nivel 2- (1932-1977-2009), tras empatar a uno el campo del Barnsley, logrando así el ansiado ascenso a la Premier League.
La 2011-12 fue la temporada número 63 de los Lobos en la máxima categoría del fútbol inglés, pero descendió a la Football League Championship al terminar en la última posición (20°). Ya en Championship, los Wolves empiezan bien, sin embargo unas malas rachas condenan al equipo a descender terminando en el puesto 23, a pesar de hacer 51 puntos.
En 2014 ascienden al Championship, y el 15 de abril de 2018 ascendió a Premier League matemáticamente tras vencer por 2-0 al Birmingham City y el empate entre Fulham y Brentford.
En su primera temporada, el club realizó una excelente campaña, finalizando en 7° lugar, clasificándose a la Europa League. De esta forma, los Wolves volvieron a disputar una competición europea desde la temporada 1980-81.
El Wolverhampton empezó su campaña en Europa desde la Segunda Ronda Clasificatoria, en la que derrotó al Crusaders por un global de 6 a 1. En la Tercera Ronda Clasificatoria derrotó al Pyunik por un global de 8 a 0. Finalmente en el play-off vencieron al Torino de Italia por un global de 5 a 3 y clasificaron a la fase de grupos, donde se enfrentaron al Slovan Bratislava, Braga y Beşiktaş. Logró la clasificación para los dieciseisavos de final al terminar 2° en el Grupo K. En esta fase, los Wolves se enfrentaron al Espanyol, al cual derrotaron por un global de 6 a 3. En los octavos de final se enfrentaron al Olympiakos, que venía de dar la sorpresa ante el Arsenal. En el partido de ida empataron 1 a 1. Después del parón por el coronavirus, se jugó el partido de vuelta en el que los Wolves vencieron por 1 a 0, logrando la clasificación para los cuartos de final, que en esta edición se jugaron a partido único en sede neutral, la cual fue Alemania. Ya en esta fase, los Wolves se enfrentaron al Sevilla. Sin embargo, cayeron por 1 a 0, finalizando su participación en la Europa League.
En liga, los Wolves volvieron a finalizar en 7° lugar, pero no lograron clasificarse nuevamente a Europa League ya que el Arsenal, que terminó 8° esa temporada, ganó la FA Cup, clasificándose ellos a Europa League.

## Cronología de movilidad interdivisional
- 1888-1906 First Division (L1)
- 1906-1923 Second Division (L2)
- 1923–1924 Third Division North (L3)
- 1924–1932 Second Division (L2)
- 1932–1965 First Division (L1)
- 1965–1967 Second Division (L2)
- 1967–1976 First Division (L1)
- 1976–1977 Second Division (L2)
- 1977–1982 First Division (L1)
- 1982–1983 Second Division (L2)
- 1983–1984 First Division (L1)
- 1984–1985 Second Division (L2)
- 1985–1986 Third Division (L3)
- 1986–1988 Fourth Division (L4)
- 1988–1989 Third Division (L3)
- 1989–2003 First Division/Second Division (L2)[Nota 1]
- 2003–2004 Premier League (L1)
- 2004–2009 Championship (L2)
- 2009–2012 Premier League (L1)
- 2012–2013 Championship (L2)
- 2013–2014 EFL League One (L3)
- 2014–2018 Championship (L2)
- 2018–act. Premier League (L1)

|}
 L1 = Máxima categoría del Sistema de ligas de fútbol de Inglaterra; L2 = Segunda categoría del sistema de ligas de fútbol de Inglaterra; L3 = Tercera categoría del sistema de ligas de fútbol de Inglaterra

## Uniforme
- Uniforme titular: Camiseta ocre dorado, pantalón negro y medias ocre dorado.
- Uniforme alternativo: Camiseta negra, pantalón negro y medias negras.
- Tercera Indumentaria: Camiseta verde, pantalón verde y medias verdes.

### Evolución del uniforme
| 2013-14 | 2014-15 | 2015-16 | 2016-17 | 2017-18 |
| 2018-19 | 2019-20 | 2020-21 | 2021-22 | 2022-23 |
| 2023-24 | 2024-25 | 2025-26 |         |         |

### Patrocinadores
| Período     | Proveedor      |
| ----------- | -------------- |
| 1974 – 1986 | Umbro          |
| 1986 – 1988 | Spall          |
| 1988 – 1990 | Scoreline      |
| 1990 – 1992 | Butka          |
| 1992 – 1994 | Molineuk       |
| 1994 – 2000 | Puma           |
| 2000 – 2002 | Wolves Leisure |
| 2002 – 2004 | Admiral        |
| 2004 – 2010 | Le Coq Sportif |
| 2010 – 2013 | Burrda         |
| 2013 – 2018 | Puma           |
| 2018 – 2021 | Adidas         |
| 2021 – 2024 | Castore        |
| 2024 – ...  | Sudu           |

| Período     | Proveedor          |
| ----------- | ------------------ |
| 1982 – 1986 | Tatung             |
| 1986        | Benjamín Perry     |
| 1986 – 1988 | Staw Distribution  |
| 1988 – 1990 | Mander Brothers    |
| 1990 – 2002 | Goodyear           |
| 2002 – 2004 | Doritos            |
| 2004 – 2009 | Chaucer Consulting |
| 2009 – 2013 | Sportingbet        |
| 2013 – 2015 | Whathouse          |
| 2015 – 2016 | Silverbug          |
| 2016 – 2018 | The Money Shop     |
| 2018 – 2019 | W88                |
| 2019 – 2021 | ManBetX            |
| 2022 — 2024 | AstroPay           |
| 2024 — ...  | Debet              |

## Instalaciones

### Estadio
El Molineux Stadium es la casa deportiva del Wolverhampton Wanderers Football Club, tiene una capacidad para aproximadamente 30 000 espectadores, fue fundado en 1889 y remodelado en 1993; la última vez fue en 2012.

### Centro de formación
El centro de formación Sir Jack Hayward Training Ground se inauguró en 2005. Es el resultado de una inversión de 4,6 millones de libras esterlinas. Está ubicado en el distrito de Compton de Wolverhampton a pocos kilómetros del estadio Molineux. Lleva su nombre en honor al expresidente del club Jack Hayward.

## Datos del club
- Puesto histórico: 15.°[31]
- Temporadas en primera división: 66
- Mejor puesto en la liga: 1.º (3 veces).
- Temporadas en segunda división: 50
- Temporadas en tercera división: 4
- Temporadas en cuarta división: 2
- Mayor número de puntos en una temporada: 64 (1957/58).
- Mayor número de goles en una temporada: 110 (1958/59).
- Mayor victoria: 14-0 Crosswell's Brewery (FA Cup) (13 de noviembre de 1886).
- Mayor derrota: 1-10 Manchester United F. C. (15 de octubre de 1892).
- Jugador con más partidos disputados: Derek Parkin (609 partidos oficiales).[32]
- Jugador con más goles: Steve Bull (306 goles en competiciones oficiales).[33]

### Denominaciones
A lo largo de su historia, la entidad ha visto como su denominación variaba por diversas circunstancias hasta la actual de Wolverhampton Wanderers, vigente desde 1879. El club se fundó bajo el nombre oficial de St. Luke's FC.
A continuación se listan las distintas denominaciones de las que ha dispuesto el club a lo largo de su historia:
- St. Luke's FC (1877-1879) Nombre tras su nacimiento.
- Wolverhampton Wanderers. (1879-presente)

## Rivalidades
El mayor rival de los lobos es el West Bromwich Albion, con quien disputa el Black Country Derby. Los dos clubes, separados por once millas, se han enfrentado 159 veces; su primer choque competitivo fue una eliminatoria de la FA Cup en 1886.
Los lobos también comparten rivalidades con los dos clubes de Birmingham, Aston Villa y Birmingham City, contra los cuales ha habido numerosos partidos que se remontan al siglo XIX.
La temporada 2020-21 de la Premier League vio a los Wolves jugar contra Aston Villa y West Bromwich Albion.

## Jugadores
Billy Wright (CBE), jugador excepcional y leyenda de los Lobos, fue el primer jugador de la historia en alcanzar las 100 internacionalidades (105 en total). Fue declarado mejor jugador de Inglaterra en 1952 y ostentó la capitanía de la selección en 90 partidos. En el Molineux se puede contemplar una estatua de bronce en su honor.
Algunos jugadores del salón de la fama del club
| - Mike Bailey - Peter Broadbent - Steve Bull - Stan Cullis | - Derek Dougan - Ron Flowers - Billy Harrison - Kenny Hibbitt | - Jackery Jones - Jimmy Mullen - Derek Parkin - John Richards | - Bill Slater - Roy Swinbourne - Bert Williams - Billy Wright |

| Máximos goleadores | Máximos goleadores | Máximos goleadores | Más partidos disputados | Más partidos disputados | Más partidos disputados |
| ------------------ | ------------------ | ------------------ | ----------------------- | ----------------------- | ----------------------- |
| 1.                 | Steve Bull         | 306 goles          | 1.                      | Derek Parkin            | 609 partidos            |
| 2.                 | John Richards      | 194 goles          | 2.                      | Kenny Hibbitt           | 574 partidos            |
| 3.                 | Billy Hartill      | 169 goles          | 3.                      | Steve Bull              | 561 partidos            |
| 4.                 | Johnny Hancocks    | 168 goles          | 4.                      | Billy Wright            | 541 partidos            |
| 5.                 | Jimmy Murray       | 166 goles          | 5.                      | Ron Flowers             | 512 partidos            |
| 6.                 | Peter Broadbent    | 145 goles          | 6.                      | John McAlle             | 509 partidos            |
| 7.                 | Harry Wood         | 126 goles          | 7.                      | Peter Broadbent         | 497 partidos            |
| 8.                 | Dennis Westcott    | 124 goles          | 8.                      | Geoff Palmer            | 496 partidos            |
| 9.                 | Derek Dougan       | 123 goles          | 9.                      | John Richards           | 487 partidos            |
| 10.                | Kenny Hibbitt      | 114 goles          | 10.                     | Jimmy Mullen            | 486 partidos            |

## Palmarés

### Torneos nacionales (13)
| Competiciones nacionales      | Títulos                             | Subcampeonatos                               |
| ----------------------------- | ----------------------------------- | -------------------------------------------- |
| Primera División (3/5)        | 1953-54, 1957-58, 1958-59.          | 1937-38, 1938-39, 1949-50, 1954-55, 1959-60. |
| FA Cup (4/4)                  | 1892-93, 1907-08, 1948-49, 1959-60. | 1888-89, 1895-96, 1920-21, 1938-39.          |
| Copa de la Liga (2/0)         | 1973-74, 1979-80.                   |                                              |
| Community Shield (4/1)        | 1949*, 1954*, 1959, 1960*.          | 1958.                                        |
|                               |                                     |                                              |
| Segunda División (4/2)        | 1931-32, 1976-77, 2008-09, 2017-18. | 1966-67, 1982-83.                            |
| Tercera División (3/0)        | 1923-24, 1988-89, 2013-14.          |                                              |
| Cuarta División (1/0)         | 1987-88.                            |                                              |
| EFL Trophy (1/0)              | 1987-88.                            |                                              |
| Football League War Cup (1/0) | 1942.                               |                                              |

### Torneos internacionales
| Competiciones internacionales | Títulos  | Subcampeonatos |
| ----------------------------- | -------- | -------------- |
| Liga Europa (0/1)             |          | 1971-72.       |
|                               |          |                |
| Copa Anglo-Escocesa (1/0)     | 1970-71. |                |

Nota: en negrita competiciones vigentes en la actualidad.

## Secciones deportivas

### Equipo femenino
Fundada originalmente en 1975, Wolves Women se convirtió en el equipo femenino oficial del club en 2008. Actualmente juegan en el cuarto nivel del fútbol femenino.